# National Rugby League 2011
La National Rugby League de 2011 fue la 104.ª edición del torneo de rugby league más importante de Australia y Nueva Zelanda.

## Formato
Los clubes se enfrentaron en una fase regular de todos contra todos, los ocho equipos mejor ubicados al terminar esta fase clasificaron a la postemporada.
Se otorgaron 2 puntos por el triunfo, 1 por el empate y ninguno por la derrota.

## Desarrollo

### Tabla de posiciones
| Pos. | Equipo                        | Encuentros | Encuentros | Encuentros | Encuentros | Tantos | Tantos | Tantos | Puntos |
| Pos. | Equipo                        | PJ         | PG         | PE         | PP         | F      | C      | Dif    | Puntos |
| ---- | ----------------------------- | ---------- | ---------- | ---------- | ---------- | ------ | ------ | ------ | ------ |
| 1    | Melbourne Storm               | 24         | 19         | 0          | 5          | 521    | 308    | 213    | 42     |
| 2    | Manly-Warringah Sea Eagles    | 24         | 18         | 0          | 6          | 539    | 331    | 208    | 40     |
| 3    | Brisbane Broncos              | 24         | 18         | 0          | 6          | 511    | 372    | 139    | 40     |
| 4    | Wests Tigers                  | 24         | 15         | 0          | 9          | 519    | 430    | 89     | 34     |
| 5    | St. George Illawarra Dragons  | 24         | 14         | 1          | 9          | 483    | 341    | 142    | 33     |
| 6    | New Zealand Warriors          | 24         | 14         | 0          | 10         | 504    | 393    | 111    | 32     |
| 7    | North Queensland Cowboys      | 24         | 14         | 0          | 10         | 532    | 480    | 52     | 32     |
| 8    | Newcastle Knights             | 24         | 12         | 0          | 12         | 478    | 443    | 35     | 28     |
| 9    | Canterbury-Bankstown Bulldogs | 24         | 12         | 0          | 12         | 449    | 489    | -40    | 28     |
| 10   | South Sydney Rabbitohs        | 24         | 11         | 0          | 13         | 531    | 562    | -31    | 26     |
| 11   | Sydney Roosters               | 24         | 10         | 0          | 14         | 417    | 500    | -83    | 24     |
| 12   | Penrith Panthers              | 24         | 9          | 0          | 15         | 430    | 517    | -87    | 22     |
| 13   | Cronulla-Sutherland Sharks    | 24         | 7          | 0          | 17         | 428    | 557    | -129   | 18     |
| 14   | Parramatta Eels               | 24         | 6          | 1          | 17         | 385    | 538    | -153   | 17     |
| 15   | Canberra Raiders              | 24         | 6          | 0          | 18         | 423    | 623    | -200   | 16     |
| 16   | Gold Coast Titans             | 24         | 6          | 0          | 18         | 363    | 629    | -266   | 16     |

|  | Postemporada. |

### Postemporada

#### Finales de clasificación
| 9 de septiembre | Wests Tigers | 21 - 12 | St. George Illawarra Dragons |  |  |

| 10 de septiembre | Manly-Warringah Sea Eagles | 42 - 8 | North Queensland Cowboys |  |  |

| 10 de septiembre | Brisbane Broncos | 40 - 10 | New Zealand Warriors |  |  |

| 11 de septiembre | Melbourne Storm | 18 - 8 | Newcastle Knights |  |  |

#### Semifinal
| 16 de septiembre | Wests Tigers | 20 - 22 | New Zealand Warriors |  |  |

| 17 de septiembre | Brisbane Broncos | 13 - 12 | St. George Illawarra Dragons |  |  |

#### Finales premilinares
| 23 de septiembre | Manly-Warringah Sea Eagles | 26 - 14 | Brisbane Broncos |  |  |

| 22 de septiembre | Melbourne Storm | 12 - 20 | New Zealand Warriors |  |  |

#### Final
| 2 de octubre | Manly-Warringah Sea Eagles | 24 - 10 | New Zealand Warriors | ANZ Stadium, Sídney             |  |
|              |                            |         |                      | Asistencia: 81.988 espectadores |  |

| Bandera de Australia               |
| Campeón Manly-Warringah Sea Eagles |
| Octavo título                      |